# عبد العزيز البطليوسي
أبو الأصبغ عبد العزيز البطليوسي (لقبه القَلَنْدر أو القَلَمَنْدر) هو أديبٌ وطبيبٌ أندلسي. كان طبيبًا مستهترًا بالخمر، ولكثرة أذيته أمر المظفر بن الأفطس بقطع لسانه. وصفه الحجاري بمعاقرة المُدام، وملازمة النِّدام.
كان يقول:
ويُنشد قائلًا:

## وصلات خارجية
- عبد العزيز البطليوسي في موقع علماء الأندلس.